# 克拉温克尔
克拉温克尔（德語：Crawinkel，發音：[ˈkʁaːvɪŋkl̩]）是德国图林根州哥达县曾经的一个市镇，面积25.23平方千米，2017年12月31日人口为1,446人。2019年1月1日，克拉温克尔与另外2个市镇并入市镇奥尔德鲁夫。
1945年，签署过两次贡比涅停战协定的火车车厢被运往克拉温克尔，然后被党卫军摧毁、掩埋。战后，车厢残骸被重新挖掘出土交还给法国。